# Estación Joséphine-Charlotte

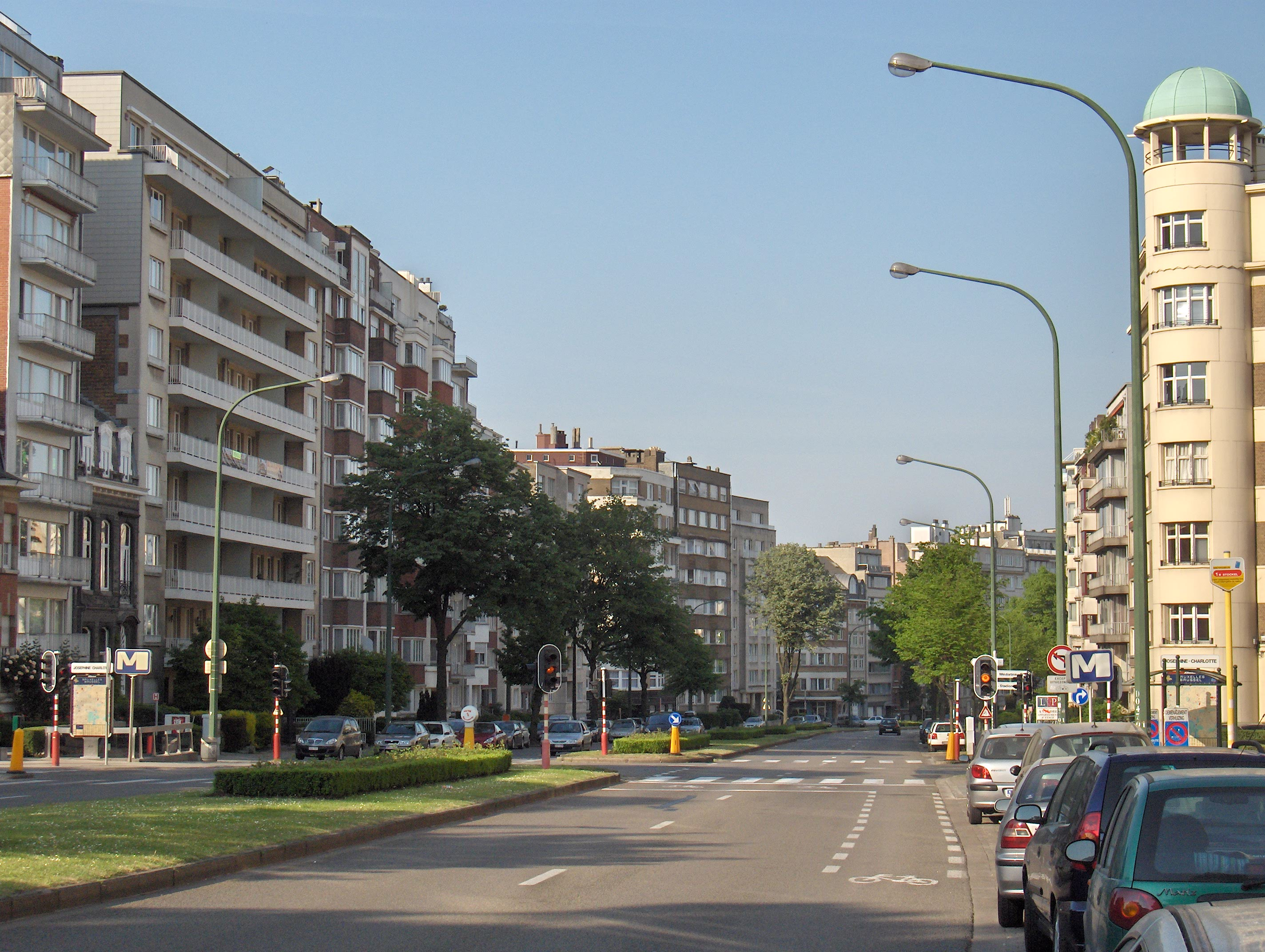
Entradas a la estación a nivel de calle, marcadas con una "M" estilizada, en la Avenue de Broqueville.

La estación Joséphine-Charlotte es una estación del metro de Bruselas que da servicio a la línea 1, anteriormente conocida como 1B. Fue inaugurada el 20 de enero de 1976.
El nombre de la estación procede de la plaza ajardinada adyacente a la entrada (Joséphine-Charlottesquare / Square Joséphine-Charlotte) en la municipalidad belga de Woluwe-Saint-Pierre / Sint-Pieters-Woluwe. La estación se encuentra, de todas formas, enteramente bajo la Avenue de Broqueville.
A finales de 2008 el "Pavimento Pirelli" original que cubría el suelo de los andenes, hecho de caucho negro, fue reemplazado por baldosas de terrazo de color marrón claro.